# Corticeus longulus
Corticeus longulus är en skalbaggsart som först beskrevs av Leonard Gyllenhaal 1827.  Corticeus longulus ingår i släktet Corticeus, och familjen svartbaggar. Enligt den svenska rödlistan är arten starkt hotad i Sverige. Arten förekommer i Götaland, Svealand och Nedre Norrland. Arten har tidigare förekommit i Övre Norrland men är numera lokalt utdöd. Artens livsmiljö är skogslandskap.